# بريس أوليغي
بريس كلوتير أوليغي، نغيما (بالفرنسية: Brice Clotaire Oligui Nguema)‏ هو جنرال وعسكري غابوني، كان رئيس الحرس الجمهوري في الغابون قبل أن يتولى منصب الرئيس المؤقت للغابون في الفترة الانتقالية بعد انقلاب 30 أغسطس 2023 الذي أطاح بابن عمّه الرئيس الغابوني المخلوع علي بونغو أونديمبا بعد فوزه في الانتخابات العامة الغابونية التي جرت في 26 أغسطس من نفس العام. ومن المعروف أيضًا أنه ملياردير، ومتورط في قضية اختلاس وله صلات بدوائر المخدرات في عصابات أمريكا الجنوبية وعصابات ساحل العاج.

## النشأة
وُلد أوليغي في محافظة أوغوي العليا، الغابون. وهو مرتبط بعائلة الرئيس السابق عمر بونغو ودرس في جامعة عمر بونغو. كان والده أيضًا ضابطًا عسكريًا. نشأ أوليغي في الغالب على يد والدته وعائلتها في أوغوي العليا.

## الحياة المهنية
درس أوليغي في الأكاديمية الملكية العسكرية بمكناس في المغرب. شغل منصب مساعد للرئيس عمر بونغو حتى وفاته عام 2009. ثم عمل ملحقًا عسكريًا في سفارتي الغابون في المغرب والسنغال.
وفي أكتوبر 2018، استدعي إلى الغابون حيث حل محل العقيد فريديريك بونغو على رأس جهاز استخبارات الحرس الجمهوري: المديرية العامة للخدمات الخاصة (DGSS). وفي عام 2021، أعاد تشغيل عملية مامبا بشكل خاص.
وتولى رئاسة الحرس الجمهوري الغابوني في أبريل 2020، خلفا للجنرال غريغوار كونا، ابن عم الرئيس آنذاك علي بونغو أونديمبا. لقد قام بإصلاح كبير في قسم التدخلات الخاصة (SIS)، وهي وحدة خاصة وضعت تحت السلطة المباشرة للرئيس. وزيادتها من حوالي الثلاثين إلى أكثر من 300 عنصر. كما قام بتأليف أغنية تضمنت عبارة "سأدافع عن رئيسي بالشرف والوفاء".
وفقًا لتحقيق مشروع الإبلاغ عن الجريمة المنظمة والفساد (OCCRP) لعام 2020، فهو يمتلك العديد من العقارات في الولايات المتحدة بقيمة تزيد عن مليون دولار وساعد أيضًا في توسيع أعمال بونغوس الخارجية. وبسؤاله عن هذه التعاملات قال إنها "شأن خاص".

## الإنقلاب في الغابون 2023
في صباح يوم الأربعاء الباكر الموافق 30 أغسطس 2023 أعلن مجموعة ضباط في الغابون عبر التلفزيون الرسمي الاستيلاء على السلطة وإلغاء الانتخابات، وإغلاق الحدود حتى إشعار آخر. ثم أعلنوا بعد ساعات عن خضوع الرئيس علي بونغو «للإقامة الجبرية»، ما أثار إدانة دول غربية وقوى أوروبية.
وأكد بريس أوليغي في مقابلة مع صحيفة «لوموند» الفرنسية، أن الرئيس علي بونغو «متقاعد ويتمتع بجميع حقوقه، مثل أي شخص آخر».
وعند سؤاله «هل ترى نفسك رئيسًا جديدًا لدولة الغابون؟»، قال الجنرال: «لم أعلن نفسي بعد، ولا أفكر في أي شيء في الوقت الراهن».
وأضاف: «هذا النقاش سنجريه مع جميع الجنرالات. سنجتمع الساعة الثانية بعد الظهر (13:00 بتوقيت جرينتش) وسيكون الهدف هو التوصل إلى توافق في الآراء. سيطرح الجميع أفكارًا، وسنستعين بأفضل الأفكار، بالإضافة إلى اسم الشخص الذي سيقود العملية الانتقالية».
وأشارت الصحيفة، إلى أن الجنرال الذي يحظى بدعم مئات الجنود في العاصمة ليبرفيل، لديه القدرة على أن يصبح «الرجل القوي الجديد في البلاد».
وعند سؤاله بشأن الإعداد لهذا الانقلاب وما إذا كان منذ فترة طويلة، أم أن إعلان نتائج انتخابات 26 أغسطس، وإعلان فوز علي بونغو، هو الذي دفع ضباط الجيش للقيام بهذا التحرك، رد قائلاً: «أنتم تعلمون أنه يوجد استياء (شعبي) في الغابون، وبعيداً عن هذا الاستياء، هناك مسألة مرض رئيس الدولة (علي بونغو أصيب بسكتة دماغية في أكتوبر 2018 جعلته ضعيفاً)».
وتابع قائلاً: «الجميع يتحدث عن ذلك الأمر، لكن لا أحد يتحمل المسؤولية. وليس لديه الحق للبقاء في منصبه لولاية ثالثة. حدث تجاهل للدستور، وطريقة الانتخابات بحد ذاتها لم تكن جيدة. لذلك قرر الجيش طي الصفحة، وأن يرتقي إلى مستوى مسؤولياته».
ورداً على سؤال، هل يمكنك التأكيد أنه قيد الإقامة الجبرية في منزله في ليبرفيل؟، أجاب: «لا أستطيع أن أقول لكم. ستكتشفون ذلك بينما نمضي قدماً».